# Batrachoseps regius
Espèce
Statut de conservation UICN

 VU D2 : Vulnérable
Batrachoseps regius est une espèce d'urodèles de la famille des Plethodontidae.

## Répartition
Cette espèce est endémique de la Californie aux États-Unis. Elle se rencontre dans le comté de Fresno dans le bassin de la Kings et dans le comté de Tulare dans le bassin de la rivière Kaweah. Elle est présente entre 335 et 2 740 m d'altitude dans l'ouest de la Sierra Nevada et dans le parc national de Sequoia.

## Description
Batrachoseps regius mesure jusqu'à 50 mm.

## Étymologie
Son nom d'espèce, du latin regius, « roi », lui a été donné en référence à sa localité type, la Kings River (« la rivière des rois »).

## Publication originale
- Jockusch, Wake & Yanev, 1998 : New species of slender salamanders, Batrachoseps (Amphibia: Plethodontidae) from the Sierra Nevada of California. Contributions in Science. Natural History Museum of Los Angeles County, no 472, p. 1-17 (texte intégral).